# Сојуз-2 (ракета-носач)
Сојуз-2, ГРАУ индекс 14А14, је заједничка ознака за нову верзију руске ракете Сојуз. У основној конфигурацији, ова ракета носач има три степена који служе за постављање сателита и других свемирских летелица у орбиту. Потисници и прва два степена ракете су добили нове, модернизоване ракетне моторе са унапређеним системима убризгавања горива у односу на претходне верзије ове ракете. Дигитална контрола лета и систем телеметрије омогућавају да ракета буде лансирана са фиксне платформе, док су лансирне платформе ранијих верзија морале да буду ротиране јер ракета није била у могућности да се окрене током лета.
Ракете Сојуз-2 често су опремљене додатним трећим степеном који омогућава лансирање сателита у више орбите, попут геосинхроне орбите. Трећи степен ракете је опремљен независним контролама лета и телеметријом у односу на остатак ракете. Фрегат је најчешће коришћен трећи степен и производи га НПО Лавочкин.
Ракете Сојуз-2 тренутно се лансирају са лансирне рампе 31 космодрома Бајконур и лансирне рампе 43 космодрома Плесецк. Комерцијална лансирања ракете се спроводе са лансирне рампе 31 у Бајконуру и ЕCA локације космодрома у Француској Гвајани. Од априла 2016. у употреби је и лансирна рампа новог космодрома Восточни. Сојуз-2 је заменила ракету Молнија-М од 2010. и почела је да замењује ракете Сојуз-U и Сојуз-. Производња варијанте Сојуз-U обустављена је у априлу 2015. године, а преосталих неколико примерака биће лансирани до краја 2016.

## Варијанте
Фамилија ракета Сојуз-2 укључује варијанте 2.1a, 2.1b и 2.1v. Прве две варијанте представљају модификацију ракете Сојуз-U, док је 2.1v „лакша“ верзија ракете (без четири потисника).
Приликом лансирања са рампе ЕЛС у Француској Гвајани, Сојуз-2 је увек опремљена омотачем типа ST. Ова верзија се назива Сојуз-ST или Сојуз-STK, где „К“ у називу представља специјалне мере које се предузимају током састављања ракете и лансирања у топлим и влажним условима екваторијалне климе.

#### Сојуз 2.1a
Ова верзија ракете укључује конверзију из аналогног у дигитални систем контроле лета и унапређене моторе на потисницима и првом степену са модернизованим системом убризгавања горива. Дигитална контрола лета и систем телеметрије омогућавају да ракета буде лансирана са фиксне платформе, док су лансирне платформе ранијих верзија морале да буду ротиране јер ракета није била у могућности да се окрене током лета. Дигитални управљачки систем такође омогућава лансирање већих комерцијалних сателита, уз помоћ ширих и дужих омотача попут омотача типа ST. Ови омотачи током лета стварају велику аеродинамичку нестабилност и зато нису могли да буду коришћени у старијим верзијама ракете, јер стари аналогни системи нису могли да управљају ракетом у току лета. У другом степену ракета и даље користи мотор РД-0110 који је коришћен и у старим верзијама.
Верзија  се понекад назива и Сојуз-. Прво лансирање, из Француске Гвајане 17. децембра 2011. године, било је успешно и у орбиту су лансирана 4 сателита.

#### Сојуз
У овој верзији у другом степену ракете се користи унапређени ракетни мотор РД-0124.
Верзија  се понекад назива и Сојуз-. Прво лансирање, из Француске Гвајане 21. октобра 2011. године, било је успешно и у орбиту су лансирана прва два сателита европског навигационог система.
У јулу 2015. године компанија Аријанаспејс објавила је вест да је са фирмом OneWeb потписала уговор за лансирање до 700 сателита у ниску орбиту око Земље. Сателити ће бити достављени у прелиминарну орбиту од 500 km, одакле ће сопственим електричним погоном нове генерације подићи своју орбиталну висину до коначних 1.200 km. У саопштењу се наводи да је ово највећи уговор у историји комерцијалних лансирања сателита, са вредношћу од милијарду америчких долара. Према уговору, сателити (величине фрижидера и масе до 150 килограма) ће бити лансирани на укупно 21 ракети Сојуз-2, при чему ће свака ракета по лансирању понети у орбиту од 32 до 36 сателита. Такође је наведено да ће се 15 лансирања спровести са космодрома Бајконур, док ће се остала лансирања догодити или са космодрома Плесецк или са космодрома Куру. OneWeb је такође резервисао опције за још пет лансирања ракете Сојуз-2, као и три опције лансирања на новој европској ракети Аријана 6, чији се први лет очекује после 2020. године.
Први нацрти верзије 2.1v појавили су се 2009 године. Лакша верзија Сојуз-2 ракете, без четири потисника са стране. Мотори првог степена: за контролу вектора потиска РД-0110Р и дизајниран за моћну совјетску ракету Н-1, снажнији НК-33. У другом степену ракете се користи унапређени ракетни мотор РД-0124. Опционо је могуће инсталирати горњи степен ракете Волга. Залихе ових ракетних мотора су ограничене, тако да ће се касније заменити још снажнијим РД-193. Ракета у оваквој конфигурацији може да достави терет од 2800 kg у ниску Земљину орбиту.

## Модернизација
Крајем септембра 2015. године први сегменти ракете Сојуз-2 стигли су у космодром Восточни, који је још у изградњи. Прво полетање са нове лансирне рампе на далеком истоку Русије било је заказано за децембар 2015. године, али је у октобру одложено за прву половину 2016. Од овог лансирања у употребу ће ући Сојуз-2 са одређеним модификацијама. Међу њима су:
- унутрашња ојачања која ће омогућити да ракета стоји напуњена горивом на лансирној рампи и до 100 сати, и да поднесе путовање железницом до чак 10.000 km – главне компоненте ракете производе се у Самари, на југозападу Русије, која је од космодрома Восточни удаљена 6.600 km),
- ракете намењене за лансирања са Восточног биће опремљене и наменским вентилима који ће омогућити да се испарења горива одведу изван Мобилног сервисног торња, и тако се спречи опасна концентрација унутар зграде пред лансирање,
- ракете ће бити опремљене са четири камере у посебним ојачаним кућиштима, које ће бити постављене при врху ракете и гледаће надоле; камере су развијене од стране дизајнерског бироа NPO IT, и први пут су приказане јавности на МАКС салону 2015. године; планира се да ове камере уђу у употребу прво на ракетама које полећу са Восточног и са космодрома Куру, а затим и на осталим верзијама које полећу са Бајконура и Плесецка,
- нови, бржи и компактнији рачунари, због којих је смањен број каблова унутар ракете,
- нове батерије.[8]

## Предности и мане
Сојуз-2, као и верзија Сојуз-U која представља прву модернизацију оригиналне ракете Р-7, има своје предности и мане у односу на друге ракете носаче у својој класи.
Предности
- доказани дизајн – заједно са верзијама Сојуз-U и Сојуз-FG до половине 2013. године лансирана је преко 850 пута, чиме се сврстава у једну од најпоузданијих ракета носача на свету
- релативно низак притисак ракетних мотора – притисак мотора код верзије 1а износи 70 атмосфера, док је код верзије 1b око 160 атмосфера, што даје велику сигурносну маргину
- разрађен процес производње – током деценија производње отклоњене су грешке у процесу израде и склапања делова ракете, трошкови производње су мали а контрола квалитета на високом нивоу

Мане
- због коришћења старих производних технологија постиже се релативно лош масени однос (однос масе терета који се лансира у односу на полетну масу ракете) у односу на модерне ракете, које у процесу производње користе најновије производне технологије
- коришћење водоник-пероксида за покретање турбомотора првог и другог степена, уместо да се користи исто гориво које користе ракетни мотори тих степена ракете, чиме би се побољшала ефикасност
- употреба тешког азота (уместо хелијума) за стављање резервоара са горивом под притисак. Међутим, први и други степен верзије 2.1v, као и трећи степен верзије 2.1b/ST-B, за одржавање притиска користе хелијум
- употреба ракетних мотора са отвореним циклусом сагоревања који имају мањи степен искоришћења у односу на моторе са затвореним циклусом. Ракетни мотори са отвореним циклусом сагоревања се сматрају безбеднијим јер се у ванредним ситуацијама ствари одвијају спорије, што је предност приликом коришћења ракете за лансирање људске посаде у свемир.